# Birra

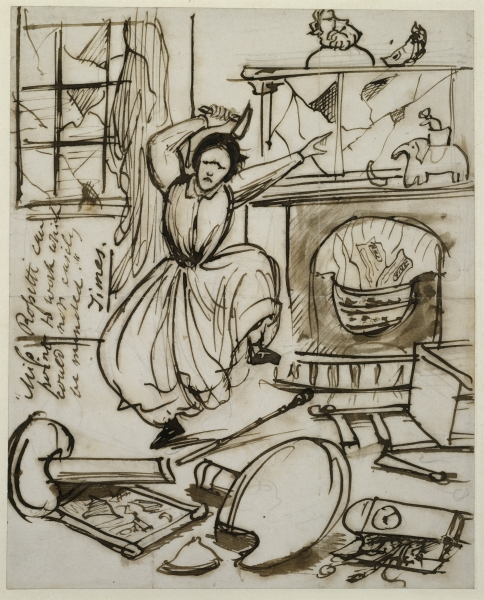
"Christina Rossetti dando chilique", de seu irmão, Dante Gabriel Rossetti

Uma birra ou chilique é uma explosão emocional, geralmente associada àqueles em sofrimento emocional, que normalmente é caracterizada por teimosia, choro, gritos, violência, desafio, reclamação furiosa, resistência a tentativas de pacificação e, em alguns casos, golpes e outros comportamentos fisicamente violentos. O controle físico pode ser perdido; a pessoa pode não conseguir ficar parada; e mesmo que o "objetivo" da pessoa seja alcançado, eles não podem ser acalmados. Ter um ataque de birra pode fazer com que uma criança fique de castigo ou até seja suspensa da escola. Uma birra pode ser expressa de forma verbal, por um discurso prolongado e raivoso.

## No jardim de infância

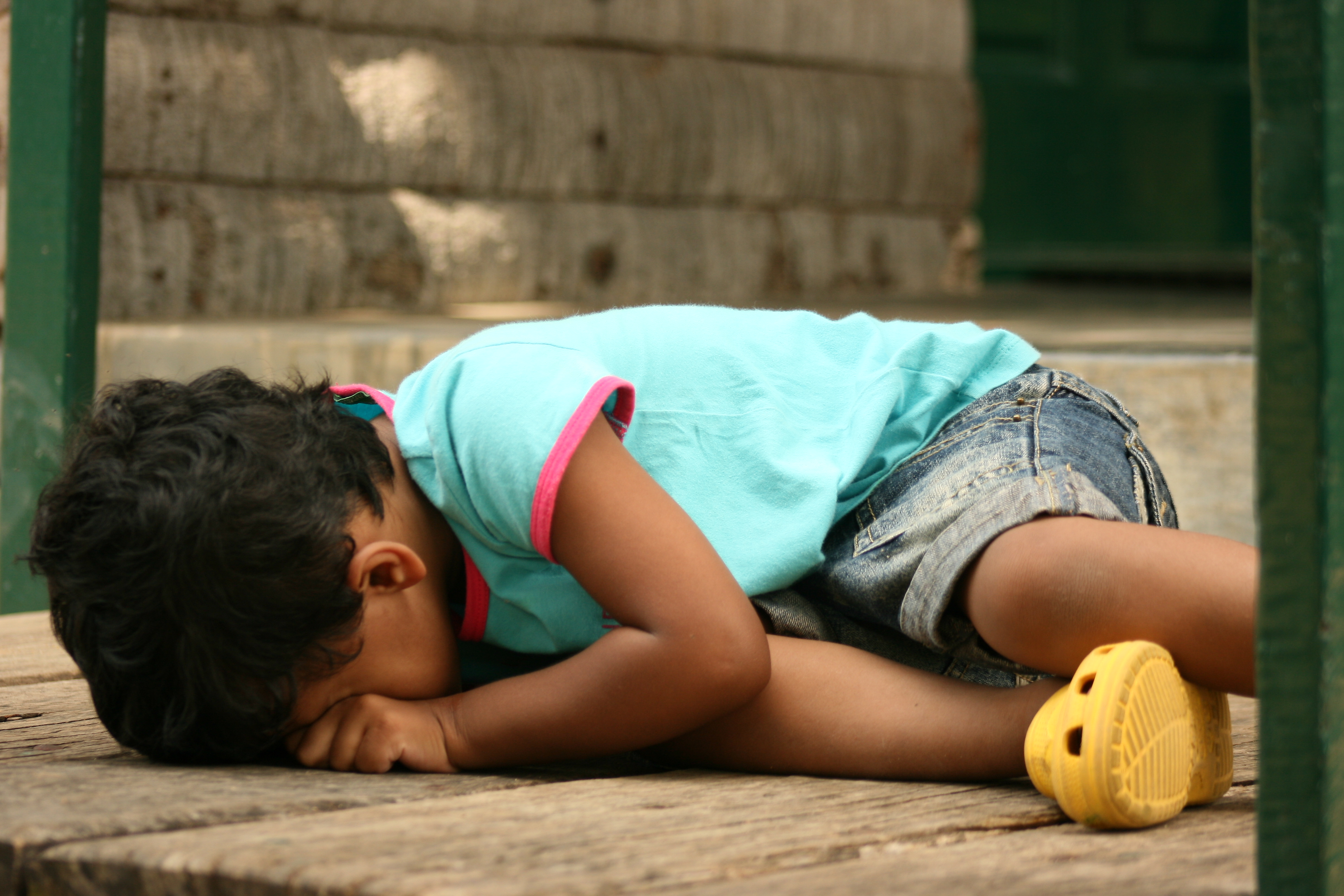
Criança tendo birra

As birras são uma das formas mais comuns de comportamento problemático em crianças pequenas, mas tendem a diminuir em frequência e intensidade à medida que a criança cresce. Para a criança, as birras podem ser consideradas normais, mesmo como indicadores de desenvolvimento de força de caráter.
Embora as birras às vezes sejam vistas como um preditor de futuros comportamentos antissociais, em outro sentido, elas são simplesmente um sinal apropriado para a idade de frustração excessiva e diminuirão com o tempo, com um manuseio calmo e consistente. A contenção dos pais em que uma criança não pode se conter — e não o que a criança é ostensivamente exigente — pode ser o que é realmente necessário.

## Distúrbios intelectuais e do desenvolvimento
Algumas pessoas que têm distúrbios do desenvolvimento, como autismo, TDAH e deficiência intelectual podem ser mais vulneráveis às birras do que outras, embora qualquer pessoa que sofra danos cerebrais (temporários ou permanentes) possa sofrer de birras. Qualquer pessoa pode estar sujeita a birras de vez em quando, independentemente de sexo ou idade. No entanto, um colapso devido à sobrecarga sensorial (que até crianças neurotípicas podem experimentar) não é o mesmo que uma birra.

## Aberrações
Freud considerou que o desenvolvimento do Homem Lobo das birras estava ligado à sua sedução por sua irmã: ele ficou "descontente, irritado e violento, se ofendeu em todas as ocasiões possíveis, e então ficou furioso e gritou como um selvagem". Freud vinculou as birras a uma necessidade inconsciente de punição motivada por sentimentos de culpa algo que ele pensou que poderia ser generalizado para muitos outros casos de birras na infância.
Heinz Kohut sustentou que as birras eram ataques de raiva narcisistas, causadas pelo impedimento do grandioso núcleo da criança — exibicionista. O golpe na auto-imagem inflada, quando os desejos de uma criança são (ainda que justificadamente) recusados, cria fúria porque atinge o sentimento de onipotência.
O ciúme do nascimento de um irmão e a consequente agressão também podem provocar birras negativistas, pois o esforço para controlar os sentimentos sobrecarrega o sistema de autorregulação da criança.

## Vida posterior
O escritor William Makepeace Thackeray afirmou que, na vida posterior, "você pode dizer uma birra, tanto quanto você pode ver, pela expressão angustiada e insatisfeita de seu semblante — 'birrento', se é que podemos chamar assim".
Heinz Kohut sustentou que "é provável que o núcleo da criança contenha uma parte exponencial grandiosa e egocêntrica", e que "as birras por estar frustrado representam, portanto, fúria narcisista" no golpe para a auto-imagem inflada. Com "uma criança confrontada com alguma recusa [...] independentemente de suas justificativas, a recusa provoca automaticamente fúria, pois ofende seu senso de onipotência".
A disposição das celebridades de dar chiliques sempre que frustradas é uma espécie de Narcisismo Situacional Adquirido ou comportamento birrento.
Se as birras são mostradas pelos idosos, muitas vezes podem ser sinais de imaturidade e uma deficiência mental; no entanto, muitas pessoas podem tê-las sob estresse extremo.